# Noir d'Ashford

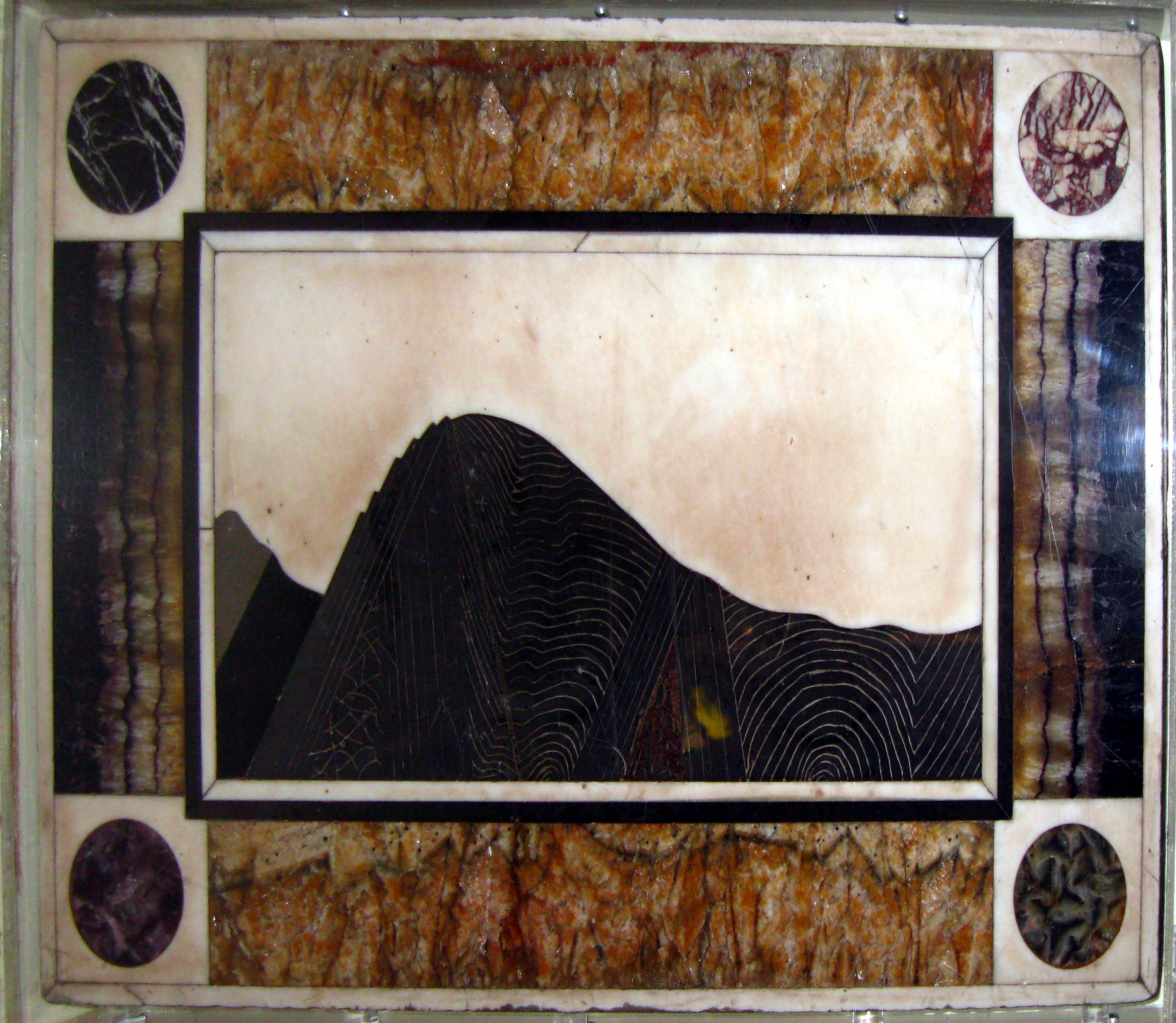
Schéma d'Ecton Hill employant du noir d'Ashford.

Le noir d'Ashford, ou marbre noir d'Ashford, est un calcaire sombre, couleur café brûlé, issu de mines situées près d'Ashford-in-the-Water, dans le Derbyshire, en Angleterre. Il présente, une fois taillé, travaillé au tour et poli, une surface d'un noir brillant hautement décorative. Le noir d'Ashford est une roche sédimentaire à grain très fin et non un marbre au sens géologique du terme. Il peut être taillé et incrusté dans d'autres pierres et minéraux décoratifs, à l'aide d'une technique dite pietra dura. Le musée de Derby possède un schéma d'Ecton Hill fait de marbre noir d'Ashford et d'autres minéraux.

## Histoire

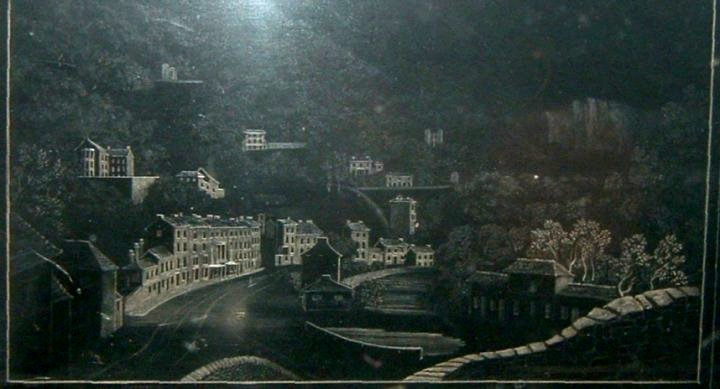
Paysage de Matlock Bath gravé sur noir d'Ashford par Ann Rayner.

L'emploi ornemental de la pierre noire est attesté localement depuis la préhistoire. Historiquement le premier nom auquel elle est associée est celui de Bess of Hardwick en 1580.
Henry Watson, l'oncle de White Watson, le géologue du Derbyshire, est considéré comme l'un des personnages-clés du développement de l'artisanat local de l'incrustation de noir d'Ashford, dans les années 1750. Il possédait un moulin à eau à Ashford-in-the-Water.
Il y eut un commerce florissant d'urnes, obélisques et autres objets décoratifs fabriqués en noir d'Ashford à la charnière des dix-huitième et dix-neuvième siècles. John Mawe possédait un musée à Matlock Bath spécialisé dans le marbre noir et Ann Rayner, à côté d'un autre musée, gravait des tableaux sur marbre noir à l'aide d'un diamant. De nombreux beaux exemples de marbre noir gravé ou incrusté se trouvent aujourd'hui dans les collections locales, dont celles du musée de Derby, du musée de Buxton et de Chatsworth House.
Le travail d'incrustation de marbre noir a été repris dans les années 1990 par Don Edwards, qui tenait un commerce de pierres et minéraux à Tideswell, village du Derbyshire. En 2006 il fut annoncé que le musée de Buxton achetait la collection de marbre noir laissé par John Michael Tomlinson. Ce dernier a passé plus de 50 ans à constituer sa collection après avoir découvert que ses ancêtres avaient été impliqués dans la production de marbre noir d'Ashford.
En 2009, d'énormes blocs de marbre noir d'Ashford brut furent extraits du sol au cours des travaux d'excavation menés près du pub Seven Stars à Derby. Il était prévu de les vendre aux enchères, en raison de la rareté du matériau brut. On suppose que ces blocs ont été abandonnés lors du déménagement de l'atelier Ashford Black Marble dans les années 1880.

## Géologie

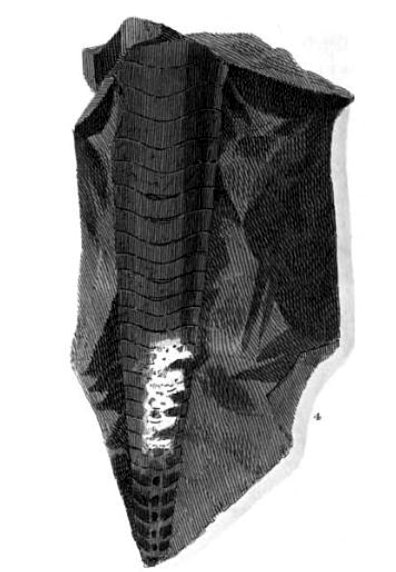
Fossile, trouvé dans le marbre noir par William Martin, de ce qu'on a cru être une queue de crocodile.

Bien que dénommée « marbre », la pierre est d'origine purement sédimentaire. C'est un calcaire carbonifère sombre, à grain fin, terreux, auquel sa richesse en bitume confère une couleur gris foncé, tournant au noir luisant une fois sa surface polie et traitée. Il a eu pour première source la mine d'Arrock, puis en 1832 la plantation Rookery, toutes deux dans le voisinage d'Ashford-in-the-Water.
À la fin des années 1780, White Watson, le géologue du Derbyshire, a composé des schémas géologiques en utilisant du noir d'Ashford avec des incrustations d'autres pierres pour représenter les strates géologiques de différentes parties du pays. Le musée de Derby possède ainsi un schéma d'Ecton Hill combinant le noir d'Ashford avec d'autres minéraux.
William Martin, qui travailla pendant un temps avec White Watson, est l'auteur de la première étude scientifique consacrée aux fossiles en anglais. Son Petrifacta Derbiensia recense ce qu'Henry Watson et les ouvriers de la carrière de marbre noir appelaient des « queues de crocodile », pensant qu'il s'agissait de vestiges de cette espèce.

## Techniques de fabrication

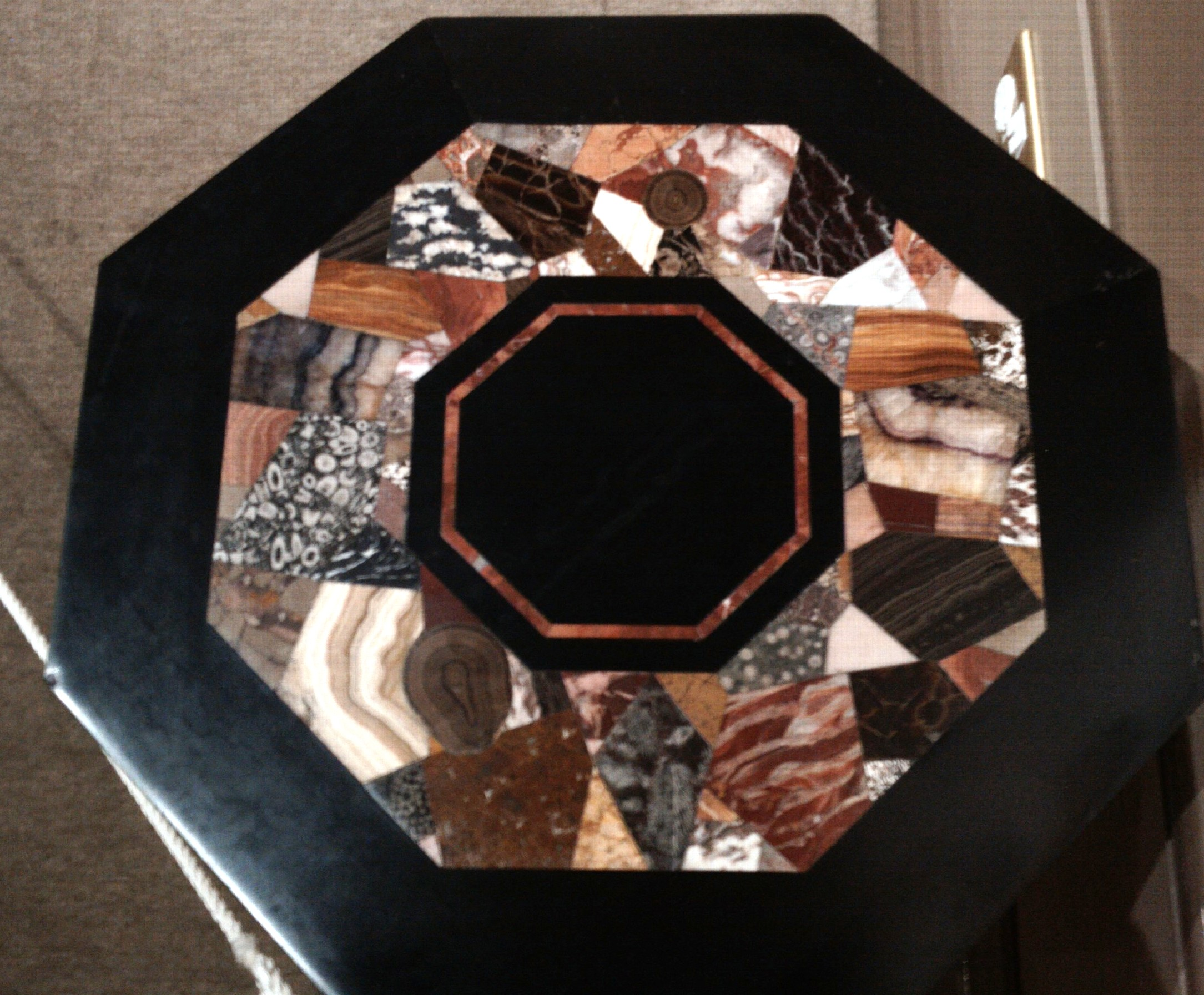
Une table à incrustation (musée de Derby).

Le calcaire peut être travaillé au tour pour créer urnes, chandeliers et autres objets similaires, ou scié pour produire des articles lisses et plats tels qu'obélisques et presse-papiers.
Le musée de Derby détient des collections de pierres travaillées ou semi-travaillées qui proviennent d'un atelier d'incrustation ayant appartenu à la famille Tomlinson. Elles comportent une série de pièces prédécoupées destinées à être incrustées dans un arrière-plan en noir d'Ashford. Fleurs de myosotis et de muguet de mai en sont des motifs typiques.
Les pierres de couleur utilisées, d'origine locale, comprennent les minéraux gris, bleus et violets de Monyash, le « bois de rose » de Nettler Dale à Sheldon, composé de couches rouges et blanches, des barytines permettant d'autres variations, le Blue John de Castleton, les fluorites violettes et jaunes de Crich, ainsi que les pierres en « œil d'oiseau » contenant des fossiles. La pierre la plus rare, appelée « Duke's Red » avait une telle valeur qu'elle fut stockée à Chatsworth House.

### Sources
- (en) John Michael Tomlinson, Derbyshire Black Marble, 1996  (ISBN 090433404X)
- (en) William Adam, The Gem of the Peak, 1843

- (en) Cet article est partiellement ou en totalité issu de l’article de Wikipédia en anglais intitulé « Ashford Black Marble » (voir la liste des auteurs).